# Mary Leigh

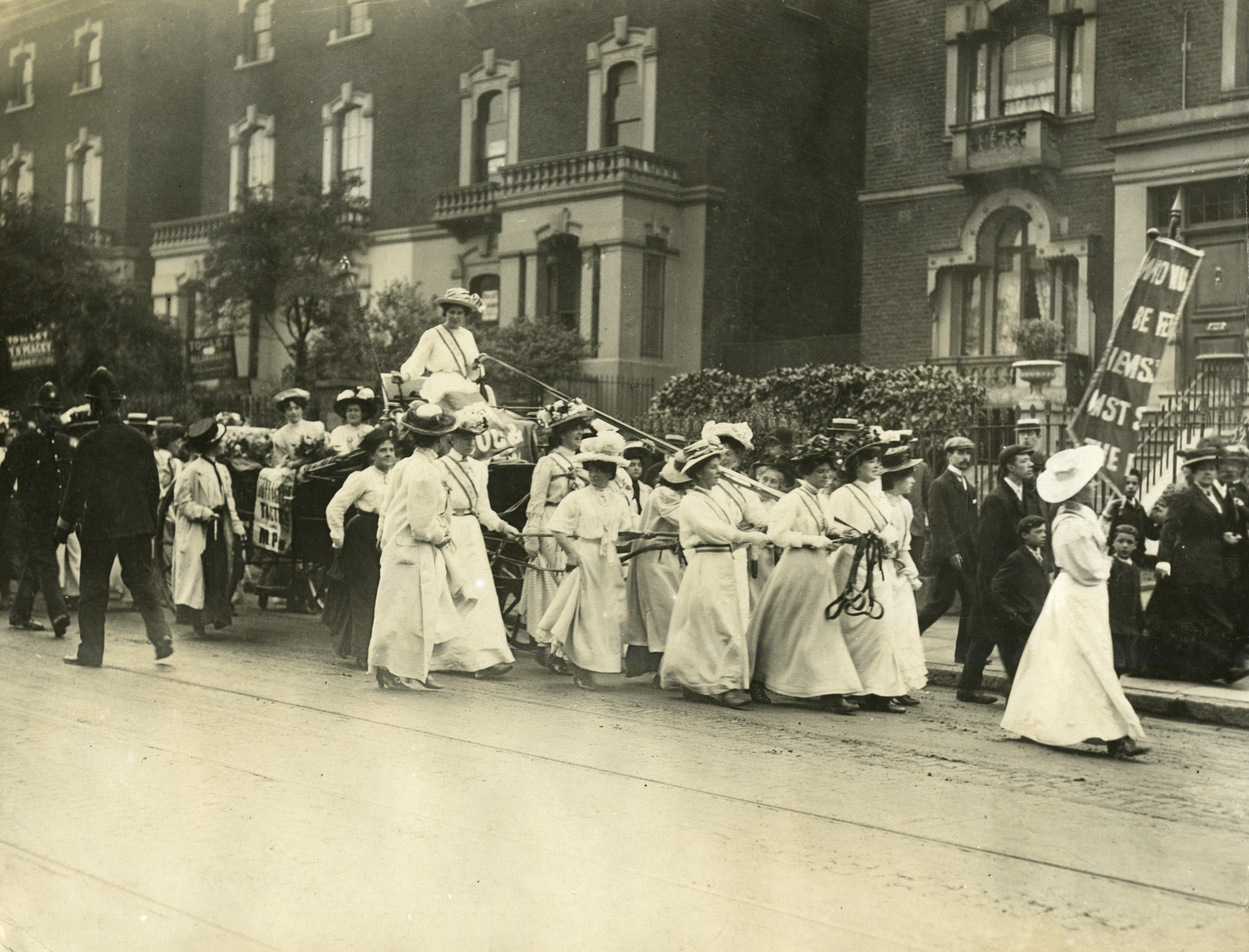
El carruaje de Edith New y Mary Leigh fue llevado de Holloway al Queen's Hall en 1908.

Mary Leigh, de soltera Brown, (1885-1978) era una activista política y sufragista británica.

## Trayectoria
Leigh se incorporó a la Unión Social y Política de las Mujeres (WSPU, por sus siglas en inglés) en 1906. El 17 de septiembre de 1909, se subió junto a Charlotte Marsh al tejado de Bingley Hall en Birmingham para protestar por haber sido excluidas de una reunión política en la que el primer ministro británico Herbert Henry Asquith pronunciaba un discurso. Tiraron tejas que apilaron con un hacha al coche del Asquith y a la policía. Leigh fue condenada a cuatro meses de cárcel en la prisión de Winson Green. Allí volvió a protestar por no ser tratada como prisionera política, rompiendo una ventana y haciendo huelga de hambre, por lo que fue alimentada a la fuerza.
El 18 de julio de 1912, en Dublín, lanzó un hacha al primer ministro Asquith, golpeando en su lugar al líder nacionalista irlandés John Redmond, que resultó herido. Leigh estaba descontenta con la WSPU, pero se negó a irse cuando Emmeline Pankhurst pidió lealtad o que las integrantes se fueran. Permaneció leal ya que se sintió dueña de la organización que había ayudado a crear.
Después de que Emily Davison fue atropellada por el caballo del rey en el Derby en 1913, Leigh y Rose Emma Lamartine Yates estuvieron al lado de la cama de la moribunda Davison, y encabezó una guardia de honor para la procesión fúnebre.
La Primera Guerra Mundial precipitó una división entre Leigh, Yates y otras destacadas sufragistas con Emmeline Pankhurst, que había acordado que la WSPU suspendería su campaña militante por el sufragio femenino y apoyaría la lucha del gobierno contra Alemania. Leigh y otras discreparon con esta decisión y se separaron para formar las "Sufragistas de la WSPU". La organización pretendía ser militante y nacional, pero nunca logró un gran impacto. Al igual que la WSPU Independiente, fue creada en 1916. La SWSPU aprobó una resolución para concentrarse en el sufragio femenino y no fomentar el debate sobre las antiguas dirigentes de la WSPU.
Simon Webb, autor de un libro sobre el terrorismo sufragista, escribió en una carta a The Guardian que Mary Leigh y otras sufragistas incendiaron un teatro lleno de gente y lo bombardearon. Fueron procesadas por "poner en peligro la vida".